# Golden Gala
Golden Gala (pol. Złota Gala) – mityng lekkoatletyczny rozgrywany w ramach cyklu diamentowej ligi (do 2009 roku zawody wchodziły w skład Golden League). Mityng rozgrywany jest rokrocznie na Stadio Olimpico w Rzymie. Pomysłodawcą mityngu był Primo Nebiolo.